# 豊田市立竜神中学校
豊田市立竜神中学校（とよたしりつ りゅうじんちゅうがっこう）は、愛知県豊田市竜神町竜神にある公立中学校。

## 沿革
- 1973年（昭和48年） - 豊田市立高岡中学校、豊田市立豊南中学校と分離し開校。

## 通学区域
以下の小学校区。
- 豊田市立竹村小学校
- 豊田市立土橋小学校
- 豊田市立山之手小学校の一部

## 周辺
- 名鉄三河線 土橋駅
- トヨタ紡織土橋工場
- 愛知県立豊田高等特別支援学校
- 豊田市立土橋小学校
- 国道155号
- 愛知県道76号豊田安城線
- 愛知県道489号本地鴛鴨線

## 著名な出身者
- 岡本浩二（元プロ野球選手）
- 榊原徹士
- 畔柳亨丞（プロ野球選手、北海道日本ハムファイターズ所属）
- 小笠原蒼（プロ野球選手、横浜DeNAベイスターズ所属）
- 工藤翔斗（高校野球甲子園球児、大阪桐蔭、専修大学所属）